# Thridrangar
O Thridrangar, também conhecido como Þrídrangar, é o farol ativo mais isolado do mundo, que só pode ser acessado por helicóptero. Foi construído no ano de 1939 e inaugurado em 1942 e está situado em uma pequena ilha vulcânica chamada Stóridrangur pertencente às Ilhas Westmann, na região Suðurland, na Islândia.
O farol de Thridrangar foi mencionado pela escritora romancista Yrsa Sigurðardóttir em seu best-seller Why did you lie?

## História
No ano de 1938, os montanhistas experientes das Ilhas Westmann, Thorstein Sigurdsson Melstað Vestm, Hjálmar Jónsson Dalum e Svavar Thorarinsson Suðurgarður, foram contratados para a construção do acesso ao local onde planejaram construir o farol Thridrangar, na encosta íngreme de Stóridrangur. E teve Árni G. Þórarinsson como gerente de projetos. Os montanhistas colocaram correntes de ferro no topo do penhasco, que ia até o nível do mar em diagonal e prenderam a corrente com parafusos de ferro cravados na rocha.
Em junho de 1939, começaram a construção do farol, mas durante as obras tiveram alguns problemas de retenção de material na Dinamarca, devido a ocupação durante a Segunda Guerra Mundial e tiveram que trazer o material da Grã-Bretanha. Em junho de 1942, o farol foi inaugurado.

## Construção
O farol foi construído com uma torre de concreto, com 4 metros de altura, em planta quadrada e pintada de branco. Possui uma lanterna pintada de vermelho e galeria. A lanterna emite um sinal de luz na cor branca, com 9 milhas náuticas de alcance, sendo um sinal longo seguido por um sinal curto a cada 30 segundos. Atualmente o farol é automatizado. Por ser de difícil acesso, foi construído um heliporto próximo a torre.